# Blanfordia
Blanfordia is een geslacht van weekdieren uit de klasse van de Gastropoda (slakken).

## Soort
- Blanfordia japonica (A. Adams, 1861)